# El Galeón (2010)
El Galeón ou Galeón Andalucía est la réplique d'un galion espagnol du XVIIe siècle conçu et construit par Ignacio Fernández Vial. Il a été parrainé et construit par la Junte d'Andalousie et la Fondation Nao Victoria avec les objectifs de promouvoir le projet Guadalquivir Rio de Historia et de rester à côté du pavillon espagnol pendant l'Exposition universelle de 2010 à Shanghai et devenir ambassadeur de la Communauté Autonome d'Andalousie. En outre, son voyage a servi à signer des accords avec plusieurs universités andalouses, avec celle de Barcelone et avec celle de Liverpool, pour effectuer diverses études. Il a également reçu le prix Grand Voilier de la Fédération royale espagnole de voile.

## Description
C'est une reproduction des galions des flottes de la Nouvelle-Espagne, de Tierra Firme et du galion de Manille, qui depuis les ports espagnols ont commercé au cours du XVIIe siècle avec divers ports d'Amérique et d'Asie. Il a été conçu et construit par Ignacio Fernández Vial, après un long processus de recherche historique. Il a eu, dans son premier voyage, un équipage de 32 personnes dirigé par le professeur de navigation Antonio Gonzalo de la Cruz.
Le bateau mesure 51 mètres de longueur hors-tout et 3,40 mètres de tirant d'eau. Son pont principal porte un beaupré et trois mâts avec sept voiles. La poupe est décorée d'une représentation mariale, l'Esperanza de Triana, dont une réplique  se trouve également dans le carré des officiers.
La structure est en bois de chêne, d'iroko et de pin avec un revêtement en fibre de verre. Bien qu'il soit une réplique, il inclut la technologie du 21e siècle, particulièrement pour garantir la sécurité à bord.

## Histoire
El Galeón Andalucía a été financé par plusieurs entreprises privées et par l'Agence pour l'innovation et le développement de l'Andalousie, qui a contribué à hauteur de 449 500 € à la fondation. Il a été construit entièrement dans un chantier naval à Punta Umbría, où il a été mis à l'eau en 2010, puis baptisé à la Muelle de Levante dans le port de Huelva. À Huelva, il a été aménagé avec des meubles faits dans Valverde del Camino suivant la documentation historique du Marquis Juan José Navarro.
Il a été inspecté par différentes institutions locales telles que la Real Sociedad Colombina Huelva et il a effectué différents tests de navigation en haute mer, le dernier ayant duré un peu plus de deux mois, en raison des mauvaises conditions météorologiques dans le golfe de Cadix, qui ont également forcé la fermeture des écluses d' accès au Guadalquivir.
Il a finalement rejoint le port de Séville le 25 février 2010.
Bien qu'il dût commencer son voyage vers la Chine le 28 février, coïncidant avec la célébration du jour d'Andalousie, son lancement final a été de nouveau retardé jusqu'au 7 mars, toujours en raison des mauvaises conditions météorologiques. Pendant cette période, comme à Huelva, il fut ouvert au public. Le 21 mars, il a quitté le port sévillan pour accoster au port de Cadix, où il est resté ancré trois jours de plus. Il a ensuite visité Malaga, Malte, Haïfa et traversé la mer Rouge par le canal de Suez.
Le 7 mai 2010, le galion a été escorté par la frégate Victoria, en route vers le golfe d'Aden durant l'Opération Atalante de l'Union européenne pour la lutte contre la piraterie dans les eaux somaliennes. Il est finalement arrivé à Shanghai le 24 juin 2010.
En septembre 2010, il a commencé son retour en Espagne, dans un voyage de 5 mois faisant des escales entre autres à Taiwan, Hong Kong et aux Philippines.
En 2012, il a accueilli le Centre d'interprétation lors de son voyage à travers tous les ports d'Espagne pour commémorer le bicentenaire de la Constitution espagnole de 1812.
En août, au côté de la réplique du Nao Victoria, il a visité le port de Barcelone pour la première fois. 
Le 4 février 2013, il est arrivé au port de Tenerife, avant de partir en tournée dans divers pays des Caraïbes.
À partir de la fin mars 2018, cette réplique de galion espagnol effectue pour la première fois un grand périple le long des côtes françaises.
il était présent à l'Escale à Sète.
Le 11 avril, il entre dans le port de Dieppe. Ensuite, au mois de juin, il entre dans le port de La Rochelle le 10 juin, puis, du 20 juin au 1er juillet, il est présent à Nantes  en France.
Les 6 & 7 Juillet 2018, il participe à la fête de la mer à Fécamp, en Normandie, avant d'effectuer durant l'été plusieurs navigation et escale en France, d'abord dans les ports bretons, aux Fêtes maritimes de Douarnenez (25 au 30 juillet), puis à Cherbourg avant de rentrer en Espagne.
Les 11 & 12 Août 2018, il participe à la fête des Vieux Gréements à Paimpol (Côtes d'Armor).
Le Galeón est arrivé à Saint-Malo le jeudi 25 juillet 2019 pour une escale de 11 jours. Arrivé de Saint-Brieuc, il mettra le cap pour Honfleur le dimanche 4 août.
Le Galeon Andalucia arrive au quai sud du port de Granville (Manche), le 26 août et y restera jusqu’au dimanche 29 août 2021.
En tournée dans les ports européens, il arrive à Nantes fin juin 2022 où il est amarré au ponton Belem. Il repart vers La Rochelle le 10 juillet.
Le 12 juillet 2022, il passe sous le pont transbordeur du Martrou pour rejoindre l'arsenal de Rochefort. Il reste dans la forme de radoub Napoléon III jusqu'au 27 août.
Sa présence est annoncée pour l'Armada de Rouen 2023, du 8 au 18 juin 2023.
|           |
| Au Québec |

|           |
| El Galeon |

|                      |
| Escale à Sète (2018) |

|                                |
| Escale à Nantes (20 juin 2018) |

|                                   |
| Escale à Cherbourg (18 août 2018) |

|                                                   |
| Escale à la Chaume Sables d'Olonne (22 août 2018) |

|                                                                |
| Passage sous le pont transbordeur du Martrou (12 juillet 2022) |

En octobre 2024, il passe quelques jours au port de Loctudy.

## Anecdotes
Une rumeur affirme à tort que le galion a tourné dans la série de films Pirates des Caraïbes.